# Vozera Kryvoje
Vozera Kryvoje (vitryska: Возера Крывое) är en sjö i Belarus.   Den ligger i voblasten Vitsebsks voblast, i den norra delen av landet, 170 km nordost om huvudstaden Minsk. Vozera Kryvoje ligger 128 meter över havet. Arean är 2,2 kvadratkilometer. Den ligger vid sjön Vozera Paŭaziorje. Den sträcker sig 2,7 kilometer i nord-sydlig riktning, och 2,7 kilometer i öst-västlig riktning.
Omgivningarna runt Vozera Kryvoje är en mosaik av jordbruksmark och naturlig växtlighet. Runt Vozera Kryvoje är det glesbefolkat, med 13 invånare per kvadratkilometer.